# Vingt-quatrième circonscription du Nord
La vingt-quatrième circonscription du Nord est l'une des 24 circonscriptions législatives françaises que compte le département du Nord (59). Elle est représentée dans la XIIIe législature par Jean-Luc Pérat (PS). Son suppléant est Frédéric Divina.
À la suite de l'adoption de l'ordonnance n° 2009-935 du 29 juillet 2009, ratifiée par le Parlement français le 21 janvier 2010, cette circonscription sera supprimée lors des élections législatives de 2012. Les cantons qui la composent intégreront la troisième (cantons d'Avesnes-sur-Helpe-Nord, Solre-le-Château et Trélon) et la douzième circonscription (cantons d'Avesnes-sur-Helpe-Sud, Hautmont et Landrecies).

## Description géographique et démographique
La vingt-quatrième circonscription du Nord se trouve à l'intérieur de l'Arrondissement d'Avesnes-sur-Helpe. Elle est délimitée par le découpage électoral de la loi n°86-1197 du 24 novembre 1986
, et regroupe les divisions administratives suivantes : 
- canton d'Avesnes-sur-Helpe-Nord
- canton d'Avesnes-sur-Helpe-Sud
- canton d'Hautmont
- canton de Landrecies
- canton de Solre-le-Château
- canton de Trélon.

D'après le recensement général de la population en 1999, réalisé par l'Institut national de la statistique et des études économiques (INSEE), la population totale de cette circonscription est estimée à 91 759 habitants,.

## Historique des résultats
| Législature | Début de mandat | Fin de mandat  | Député         | Parti politique | Observations                                                                          |
| ----------- | --------------- | -------------- | -------------- | --------------- | ------------------------------------------------------------------------------------- |
| IXe         | 23 juin 1988    | 1er avril 1993 | Marcel Dehoux  | PS              |                                                                                       |
| Xe          | 2 avril 1993    | 21 avril 1997  | Alain Poyart   | RPR             | Mandat écourté à la suite d'une dissolution parlementaire décidée par Jacques Chirac. |
| XIe         | 12 juin 1997    | 18 juin 2002   | Marcel Dehoux  | PS              |                                                                                       |
| XIIe        | 19 juin 2002    | 19 juin 2007   | Marcel Dehoux  | PS              |                                                                                       |
| XIIIe       | 20 juin 2007    | 19 juin 2012   | Jean-Luc Pérat | PS              |                                                                                       |

## Historiques des élections

### Elections de 1988
| Candidat       | Candidat                    | Parti          | Premier tour | Premier tour | Second tour | Second tour |  |
| Candidat       | Candidat                    | Parti          | Voix         | %            | Voix        | %           |  |
| -------------- | --------------------------- | -------------- | ------------ | ------------ | ----------- | ----------- |  |
|                | Marcel Dehoux sortant réélu | PS             | 20 066       | 45,74        | 28 298      | 61,61       |  |
|                | Jean-Pierre Deflandre       | RPR (URC)      | 11 691       | 26,65        | 17 626      | 38,38       |  |
|                | Jean-Claude Wasterlain      | PCF            | 6 672        | 15,21        |             |             |  |
|                | Bernard Hutin               | FN             | 5 433        | 12,38        |             |             |  |
|                |                             |                |              |              |             |             |  |
| Inscrits       | Inscrits                    | Inscrits       | 65 513       | 100,00       | 65 503      | 100,00      |  |
| Abstentions    | Abstentions                 | Abstentions    | 20 448       | 31,21        | 17 766      | 27,12       |  |
| Votants        | Votants                     | Votants        | 45 065       | 68,79        | 47 737      | 72,88       |  |
| Blancs et nuls | Blancs et nuls              | Blancs et nuls | 1 203        | 2,67         | 1 813       | 3,8         |  |
| Exprimés       | Exprimés                    | Exprimés       | 43 862       | 97,33        | 45 924      | 96,2        |  |

Le suppléant de Marcel Dehoux était Noël de Cian, chef de service commercial, adjoint au maire d'Hautmont.

### Elections de 1993
| Candidat       | Candidat              | Parti          | Premier tour | Premier tour | Second tour | Second tour |  |
| Candidat       | Candidat              | Parti          | Voix         | %            | Voix        | %           |  |
| -------------- | --------------------- | -------------- | ------------ | ------------ | ----------- | ----------- |  |
|                | Alain Poyart élu      | RPR (UPF)      | 12 218       | 27,42        | 23 954      | 54,25       |  |
|                | Marcel Dehoux sortant | PS (ADFP)      | 10 015       | 22,47        | 20 193      | 45,74       |  |
|                | Joël Wilmotte         | Divers droite  | 8 763        | 19,66        | Retrait     | Retrait     |  |
|                | Alain Berteaux        | PCF            | 4 884        | 10,96        |             |             |  |
|                | Daniel Duhamel        | FN             | 4 786        | 10,74        |             |             |  |
|                | Denis Williame        | Les Verts (EÉ) | 1 694        | 3,80         |             |             |  |
|                | Christian Delannoy    | LT-LNÉ         | 1 210        | 2,71         |             |             |  |
|                | Pascal Alessandrini   | LO             | 988          | 2,21         |             |             |  |
|                |                       |                |              |              |             |             |  |
| Inscrits       | Inscrits              | Inscrits       | 64 753       | 100,00       | 64 753      | 100,00      |  |
| Abstentions    | Abstentions           | Abstentions    | 18 022       | 27,83        | 17 064      | 26,35       |  |
| Votants        | Votants               | Votants        | 46 731       | 72,17        | 47 689      | 73,65       |  |
| Blancs et nuls | Blancs et nuls        | Blancs et nuls | 2 173        | 4,65         | 3 542       | 7,43        |  |
| Exprimés       | Exprimés              | Exprimés       | 44 558       | 95,35        | 44 147      | 92,57       |  |

Le suppléant d'Alain Poyart était François Louvegnies, maire de Trélon.

### Elections de 1997
| Candidat       | Candidat             | Parti          | Premier tour | Premier tour | Second tour | Second tour |  |
| Candidat       | Candidat             | Parti          | Voix         | %            | Voix        | %           |  |
| -------------- | -------------------- | -------------- | ------------ | ------------ | ----------- | ----------- |  |
|                | Marcel Dehoux élu    | PS             | 12 118       | 28,31        | 25 341      | 58,50       |  |
|                | Alain Poyart sortant | RPR            | 9 366        | 21,88        | 17 979      | 41,50       |  |
|                | Joël Wilmotte        | Divers droite  | 6 603        | 15,43        |             |             |  |
|                | Alain Berteaux       | PCF            | 6 093        | 14,23        |             |             |  |
|                | Pierre Zanardi       | FN             | 5 371        | 12,55        |             |             |  |
|                | Jean-Charles Cournut | LO             | 1 327        | 3,10         |             |             |  |
|                | Damien Ramondou      | Les Verts      | 769          | 1,80         |             |             |  |
|                | Christiane Lefrère   | LT-LNÉ         | 564          | 1,32         |             |             |  |
|                | Hervé Dubois         | GÉ             | 550          | 1,28         |             |             |  |
|                | Jacques Zeggai       | Extrême droite | 46           | 0,11         |             |             |  |
|                |                      |                |              |              |             |             |  |
| Inscrits       | Inscrits             | Inscrits       | 63 263       | 100,00       | 63 263      | 100,00      |  |
| Abstentions    | Abstentions          | Abstentions    | 18 318       | 28,96        | 16 832      | 26,61       |  |
| Votants        | Votants              | Votants        | 44 945       | 71,04        | 46 431      | 73,39       |  |
| Blancs et nuls | Blancs et nuls       | Blancs et nuls | 2 138        | 4,76         | 3 111       | 6,7         |  |
| Exprimés       | Exprimés             | Exprimés       | 42 807       | 95,24        | 43 320      | 93,3        |  |

Le suppléant de Marcel Dehoux était Pierre Naveau, conseiller général du canton d'Avesnes-sur-Helpe-Sud, maire de Sains-du-Nord, agriculteur-éleveur, fils de l'ancien député Charles Naveau.

### Elections de 2002
| Candidat       | Candidat                    | Parti          | Premier tour | Premier tour | Second tour | Second tour |  |
| Candidat       | Candidat                    | Parti          | Voix         | %            | Voix        | %           |  |
| -------------- | --------------------------- | -------------- | ------------ | ------------ | ----------- | ----------- |  |
|                | Marcel Dehoux sortant réélu | PS             | 10 900       | 28,59        | 17 992      | 50,16       |  |
|                | Alain Poyart                | UMP            | 10 759       | 28,22        | 17 879      | 49,84       |  |
|                | Joël Wilmotte               | RPF            | 5 890        | 15,45        |             |             |  |
|                | Annie Trampont              | FN             | 4 632        | 12,15        |             |             |  |
|                | Alain Berteaux              | PCF            | 2 506        | 6,57         |             |             |  |
|                | Daniel Barbieux             | CPNT           | 970          | 2,54         |             |             |  |
|                | Jean-Charles Cournut        | LO             | 679          | 1,78         |             |             |  |
|                | Jean-Claude Desenne         | LCR            | 599          | 1,57         |             |             |  |
|                | Dominique Cunin             | Les Verts      | 566          | 1,48         |             |             |  |
|                | Didier Nortier              | MNR            | 275          | 0,72         |             |             |  |
|                | Roxane Caudry               | MÉI            | 229          | 0,60         |             |             |  |
|                | Sadaondine Mari             | GÉ             | 117          | 0,31         |             |             |  |
|                |                             |                |              |              |             |             |  |
| Inscrits       | Inscrits                    | Inscrits       | 64 534       | 100,00       | 64 534      | 100,00      |  |
| Abstentions    | Abstentions                 | Abstentions    | 25 671       | 39,78        | 26 900      | 41,68       |  |
| Votants        | Votants                     | Votants        | 38 863       | 60,22        | 37 634      | 58,32       |  |
| Blancs et nuls | Blancs et nuls              | Blancs et nuls | 741          | 1,91         | 1 763       | 4,68        |  |
| Exprimés       | Exprimés                    | Exprimés       | 38 122       | 98,09        | 35 871      | 95,32       |  |

Le suppléant de Marcel Dehoux était Pierre Naveau.

### Elections de 2007
| Candidat       | Candidat                    | Parti          | Premier tour | Premier tour | Second tour | Second tour |  |
| Candidat       | Candidat                    | Parti          | Voix         | %            | Voix        | %           |  |
| -------------- | --------------------------- | -------------- | ------------ | ------------ | ----------- | ----------- |  |
|                | Alain Poyart                | UMP            | 14 191       | 39,62        | 17 554      | 46,85       |  |
|                | Jean-Luc Pérat élu          | PS             | 10 804       | 30,17        | 19 918      | 53,15       |  |
|                | Alain Berteaux              | PCF            | 3 141        | 8,77         |             |             |  |
|                | Jean-Luc Duhautois          | FN             | 2 487        | 6,94         |             |             |  |
|                | Marie-Odile Van den Bossche | UDF–MoDem      | 1 663        | 4,64         |             |             |  |
|                | Thierry Denys               | Les Verts      | 806          | 2,25         |             |             |  |
|                | Gérard Amat                 | CPNT           | 663          | 1,85         |             |             |  |
|                | Jean-Pierre Machart         | LCR            | 631          | 1,76         |             |             |  |
|                | Jean-Charles Cournut        | LO             | 486          | 1,36         |             |             |  |
|                | Guy Dutron                  | Extrême gauche | 418          | 1,17         |             |             |  |
|                | Ghislaine Baudin            | PT             | 198          | 0,55         |             |             |  |
|                | Danielle Fortunado-Calmels  | MPF            | 170          | 0,47         |             |             |  |
|                | Nicole Baeyaert             | MNR            | 158          | 0,44         |             |             |  |
|                |                             |                |              |              |             |             |  |
| Inscrits       | Inscrits                    | Inscrits       | 65 009       | 100,00       | 65 008      | 100,00      |  |
| Abstentions    | Abstentions                 | Abstentions    | 28 296       | 43,53        | 26 279      | 40,42       |  |
| Votants        | Votants                     | Votants        | 36 713       | 56,47        | 38 729      | 59,58       |  |
| Blancs et nuls | Blancs et nuls              | Blancs et nuls | 897          | 2,44         | 1 257       | 3,25        |  |
| Exprimés       | Exprimés                    | Exprimés       | 35 816       | 97,56        | 37 472      | 96,75       |  |

Le suppléant de Jean-Luc Pérat était Frédéric Divina, de Hautmont.